# Nauplio (biologia)

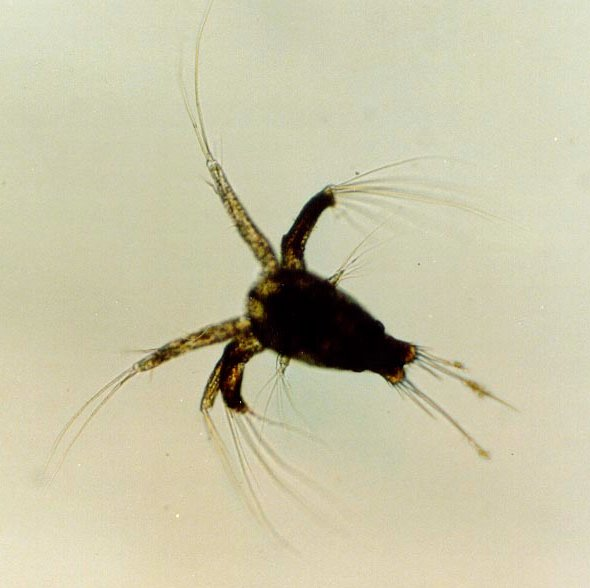
Larva nauplio di un Decapoda.

Il nauplio (o nauplius) è il primo stadio larvale dei crostacei.

## Anatomia
Il corpo del nauplius è suddiviso nelle seguenti parti:
- La testa
- Il telson
- Tre paia di appendici, che nell'individuo adulto diventeranno le antennule, le antenne e le mandibole.

Il torace e l'addome non sono sviluppati nella larva nauplio.
Possiede una forma vagamente a pera e tre paia di appendici del cephalon: antennule, antenne e mandibole, con le quali nuota. Le prime sono sempre composte da un solo ramo, mentre le altre possono essere biramose. Ha un labbro che occulta la bocca ed un occhio semplice mediano (occhio naupliare), sovente assente in fasi di sviluppo successive, anche se alcuni gruppi però lo mantengono, come nel caso dei notostraci.

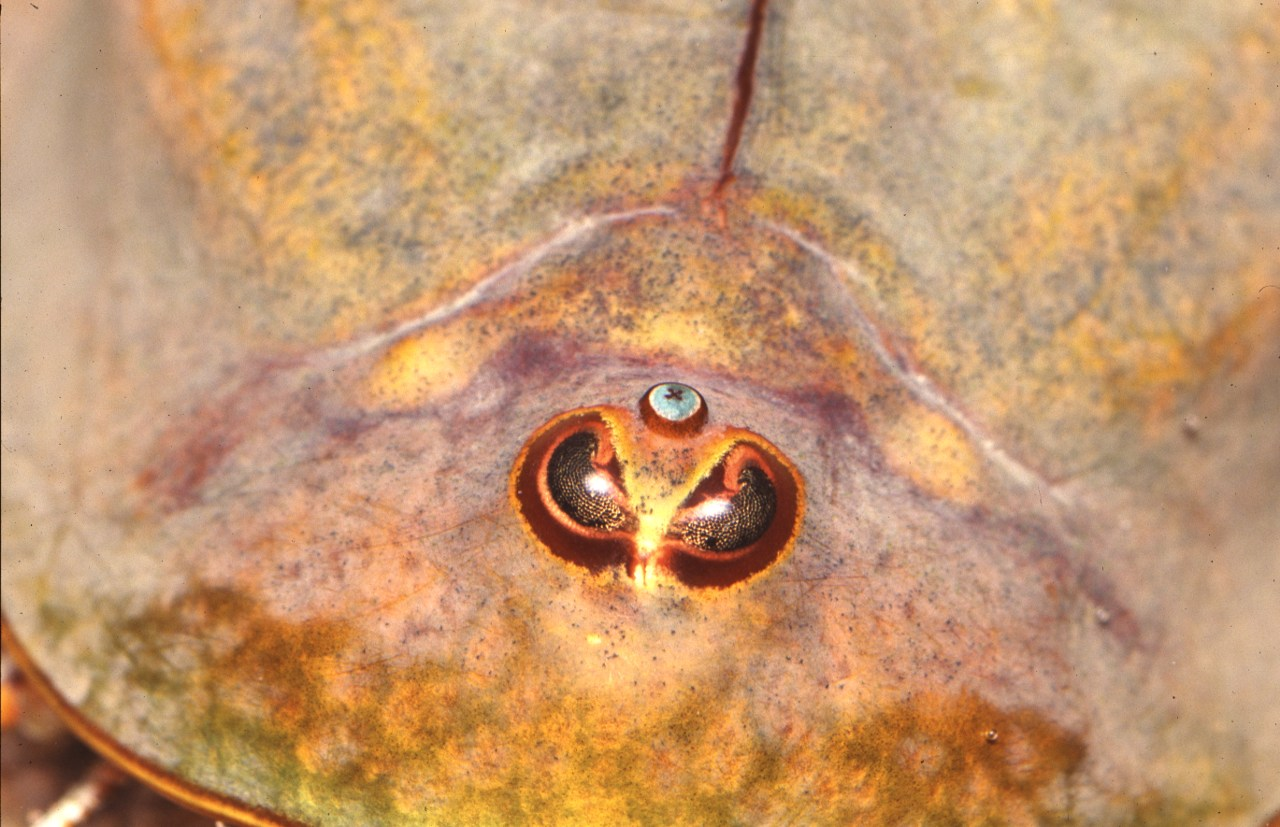
Occhio naupliare (al centro, fra i due occhi composti) in un Triops adulto (Notostraca).

L'aspetto del nauplio varia a seconda dei vari gruppi di crostacei, ad esempio nei cirripedi sono presenti uno scudo dorsale di forma subtriangolare, due vistose corna frontali e alcune spine dorsali e ventrali mentre nei Facetotecta il carapace dorsale ha un aspetto sfaccettato. Il nauplio dei Copepoda può essere considerato il paradigma del nauplio "tipico".

## Sviluppo
La larva passa attraverso una serie di mute durante la crescita; man mano che si sviluppa, si aggiungono segmenti fra le mandibole e la regione terminale del corpo, il telson. Questi stadi vengono denominati usando un numero romano per indicare ogni fase a partire dalla più giovane: nauplio I (o NI), nauplio II, nauplio III, nauplio IV, ecc... L'ultimo stadio prima della metamorfosi (di solito il nauplio VI) prende il nome di metanauplio.
In molti gruppi di crostacei la larva nauplio effettua i vari stadi di sviluppo nell'uovo o nel marsupio materno (come nei Cladoceri) da cui emerge una larva matura o addirittura un giovane esemplare già simile all'adulto. Tra i crostacei che hanno uno stadio di nauplio libero possiamo citare i Cirripedi, i Facetotecta, i Copepodi e gli Anostraci mentre nei comuni Decapodi (comprendenti granchi e gamberetti) il nauplio è presente solo nelle famiglie più primitive come i Penaeidae e i Sergestidae mentre nelle altre dall'uovo si schiude una zoea o un giovanile simile all'adulto.
Negli Eufasiacei, la mutazione è lunga e passa attraverso ulteriori stadi dopo quello di metanauplio: l'addome infatti continua a segmentarsi, passando in tre fasi di calyptopis e poi in stadi di furcilia, durante i quali si sviluppano gli occhi peduncolati e i pleiopodi (piedi addominali) in individui che già somigliano all'adulto. Lo stadio adulto viene raggiunto dopo almeno sei stadi di furcilia, come nel krill antartico (Euphausia superba).

## Biologia
Il nauplio può avere alimentazione autonoma, di solito basata su plancton di taglia molto piccola o su detrito (nauplio planctotrofico), oppure riassorbire solamente le sostanze di riserva già contenute nell'uovo (nauplio lecitotrofico). Nei cirripedi, ad esempio, esistono sia specie con naupli planctotrofici che altre con naupli lecitotrofici.

## Importanza economica ed ecologica
Le larve nauplius sono un elemento importante della catena alimentare marina. Prodotte in abbondanza dai crostacei Copepoda e Cirripedia (principalmente dai balani), costituiscono un'importante parte del meroplancton della acqua costiere in primavera (lo zooplancton temporaneo formato soprattutto da larve, appunto). Contribuiscono significativamente al consumo del fitoplancton e sono a loro volta fonte di nutrimento per gli organismi microfagi.
In acquacoltura, le larve nauplio ottenute da uova di Artemia salina sono un alimento insostituibile per nutrire altre larve di crostacei e di pesci. Sono anche molto usate in acquariofilia.

## Origine del nome
Il nome Nauplius è stato pubblicato postumo nel 1785 da Otto Friedrich Müller come genere per un tipo di animale di cui non si sapeva all'epoca che fossero larve di copepodi.